# Alfândega da Fé
Alfândega da Fé és un municipi portuguès, situat al districte de Bragança, a la regió del Nord i a la subregió de l'Alt Trás-os-Montes.L'any 2001 tenia 5.963 habitants. Limita al nord amb Macedo de Cavaleiros, a l'est amb Mogadouro, al sud amb Torre de Moncorvo i a l'oest amb Vila Flor.
| Població del concelho d'Alfândega da Fé (1801 – 2004) | Població del concelho d'Alfândega da Fé (1801 – 2004) | Població del concelho d'Alfândega da Fé (1801 – 2004) | Població del concelho d'Alfândega da Fé (1801 – 2004) | Població del concelho d'Alfândega da Fé (1801 – 2004) | Població del concelho d'Alfândega da Fé (1801 – 2004) | Població del concelho d'Alfândega da Fé (1801 – 2004) | Població del concelho d'Alfândega da Fé (1801 – 2004) | Població del concelho d'Alfândega da Fé (1801 – 2004) |
| ----------------------------------------------------- | ----------------------------------------------------- | ----------------------------------------------------- | ----------------------------------------------------- | ----------------------------------------------------- | ----------------------------------------------------- | ----------------------------------------------------- | ----------------------------------------------------- | ----------------------------------------------------- |
| 1801                                                  | 1849                                                  | 1900                                                  | 1930                                                  | 1960                                                  | 1981                                                  | 1991                                                  | 2001                                                  | 2004                                                  |
| 4737                                                  | 5763                                                  | 9069                                                  | 8789                                                  | 9672                                                  | 7925                                                  | 6734                                                  | 5963                                                  | 5688                                                  |

## Freguesies
- Agrobom
- Alfândega da Fé
- Cerejais
- Eucísia
- Ferradosa
- Gebelim
- Gouveia
- Parada
- Pombal
- Saldonha
- Sambade
- Sendim da Ribeira
- Sendim da Serra
- Soeima
- Vale Pereiro
- Vales
- Valverde
- Vilar Chão
- Vilarelhos
- Vilares de Vilariça